# ВК Арда (Кърджали)
Вижте пояснителната страница за други значения на Арда.
Волейболен клуб „Арда“ е български волейболен отбор от град Кърджали. Помещава спортна зала Арпезос. Към 2018 г. президент на клуба е Милко Багдасаров.

## История
През 1958 г. е назначен първият щатен треньор з.м.с. Иван Конарев – състезател в националния отбор. Под негово ръководство „Арда“ започва да играе в Б група. Тогава в състава са: Иван Конарев, Христо Замов, Атанас Сариев, Иван Пепеланов, Иван Латунов, Илия Бъчваров, Марин Велков и др.
През 1960-те г. за треньор на мъжете е назначен Замфир Бончев. Резултатите не закъсняват – през 1961 г. мъжкият волейболен отбор влиза в А група.
До 1990 г. волейболистите на „Арда“ играят 22 поредни години в групата на майсторите, като в турнира за купата на България са носители на бронзови медали. През този период се играят над 100 международни мача. Знаменити личности в този период са: Замфир Бончев, Милко Тодоров, Георги Трендафилов, Христо Замов, Павел Митев, Динко Стефанов и Георги Замов.
16 волейболисти носят званието „Майстор на спорта“, а Динко Атанасов, участник в националния отбор на олимпиадата в Мексико е „Заслужил майстор на спорта“.
При мъжете волейболният клуб „Арда“ – Кърджали продължава да участва на всички нива от държавните първенства от календара на Българска федерация по волейбол. Клубът е съхранен в периода 1990 – 2000 г. с усилията на президентите Стефан Грозев, Здравко Деведжиев, Георги Жилов и Симо Благоев. От 2001 г. президент на ВК „Арда“ е Милко Багдасаров.
От 1999 г. старши треньор на клуба е Иван Халачев. Под негово ръководство отборът влиза в Национална волейболна лига през 2001 г. През 2009 г. отбора печели второ място на турнира за купа „Атаро“, както и 5-о място в шампионата на Суперлигата през 2010 г. Най-изявени състезатели в този период са Невен Нешев, Николай Колев, Младен Кавалджиев.
Детско-юношеският отбор на „Арда“ печели републиканската титла през 1993 г. Година преди това юношите са втори в България, а така също и републикански вицешампиони през 1985, 1986 и 1987 г. Момчетата на Кърджали са Н. Жишев, Р. Матеев, Ив. Йорданов, Ив. Петков, П. Делчев, Ат. Делчев със старши треньор Георги Трендафилов-Цецо. Детско-юношеската школа на „Арда“ продължава да функционира под ръководството на треньорите Иван Бекриев и Веселин Тонков. През 2004 и 2005 г. юношите заемат 6-о място на републиканското първенство в гр. Казанлък, а през 2007 г. печелят бронзови медали. Изявени млади волейболисти са Делчо Раев, Златан Йорданов, Христо Гинев, Петър Карагяуров, Иван Латунов. През 2010 г. двама волейболисти на „Арда“ – Георги Топалов и Красимир Георгиев намират място в националната гарнитура – кадети.
Традиция има също женският волейболен отбор. Най-големите имена са м.с. Румяна Ангелова и з.м.с. Таня Гогова – 10 години капитанка на националите, обявена за най-добра волейболистка през 1974/77 г., включена в символичния отбор на Европа и света. Трайна диря в женския волейбол на „Арда“ остават и Лиляна Виткова, Цв. Шибойкова и Б. Тасева.